# Bošana
Bošana (italsky Bosciana) je malá vesnice a přímořské letovisko v Chorvatsku v Zadarské župě, spadající pod opčinu města Pag. Nachází se na ostrově Pag, asi 3 km severozápadně od města Pagu. V roce 2011 zde trvale žilo 41 obyvatel.
Jediným sousedním sídlem je město Pag.